# Liudmila Kitxenok
Liudmila Víktorivna Kitxenok (Dnipropetrovsk, Ucraïna, 20 de juliol de 1992) és una jugadora de tennis professional ucraïnesa. La seva germana bessona Nadiia també és tennista professional i durant molts anys van ser parella professional habitual; de fet van ser la segona parella de germanes bessones en guanyar un títol juntes després de les germanes Karolína i Kristýna Plísková.
En el seu palmarès consten vuit títol de dobles femenins en el circuit WTA, arribant a ocupar el setè lloc del rànquing de dobles. El seu èxit més destacat fou el títol de Grand Slam de Wimbledon en dobles mixts junt al croat Mate Pavić.

## Torneigs de Grand Slam

### Dobles femenins: 2 (1−1)
| Resultat   | Núm. | Any  | Torneig          | Parella          | Oponents                        | Marcador |
| ---------- | ---- | ---- | ---------------- | ---------------- | ------------------------------- | -------- |
| Finalista  | 1.   | 2024 | Open d'Austràlia | Jeļena Ostapenko | Hsieh Su-wei Elise Mertens      | 1−6, 5−7 |
| Guanyadora | 1.   | 2024 | US Open          | Jeļena Ostapenko | Kristina Mladenovic Zhang Shuai | 6−4, 6−3 |

### Dobles mixts: 1 (1−0)
| Resultat   | Núm. | Any  | Torneig   | Parella    | Oponents               | Marcador         |
| ---------- | ---- | ---- | --------- | ---------- | ---------------------- | ---------------- |
| Guanyadora | 1.   | 2023 | Wimbledon | Mate Pavić | Xu Yifan Joran Vliegen | 6−4, 6−7(9), 6−3 |

## Palmarès

### Dobles femenins: 24 (11−13)
| 2009 − 2020                                          | Després de 2021 |
| ---------------------------------------------------- | --------------- |
| Grand Slam (1−1)                                     |                 |
| WTA Finals (0−0)                                     |                 |
| WTA Tournament of Champions / WTA Elite Trophy (2−0) |                 |
| Premier Mandatory (0−0)                              | WTA 1000 (1−0)  |
| Premier 5 (0−0)                                      | WTA 1000 (1−0)  |
| Premier (0−1)                                        | WTA 500 (1−6)   |
| International (2−3)                                  | WTA 250 (4−2)   |

| Títols per superfície |
| --------------------- |
| Dura (8−10)           |
| Gespa (3−2)           |
| Terra batuda (0−1)    |

| Resultat   | Núm. | Data                   | Torneig                        | Superfície   | Parella          | Oponents                                 | Marcador            |
| ---------- | ---- | ---------------------- | ------------------------------ | ------------ | ---------------- | ---------------------------------------- | ------------------- |
| Finalista  | 1.   | 17 de setembre de 2011 | Taixkent, Uzbekistan           | Dura         | Nadiia Kichenok  | Eleni Daniïlidu Vitalia Diatchenko       | 4−6, 3−6            |
| Finalista  | 2.   | 5 de gener de 2014     | Shenzhen, Xina                 | Dura         | Nadiia Kichenok  | Monica Niculescu Klára Zakopalová        | 3−6, 4−6            |
| Guanyadora | 1.   | 10 de gener de 2015    | Shenzhen                       | Dura         | Nadiia Kichenok  | Liang Chen Wang Yafan                    | 6−4, 7−6(6)         |
| Guanyadora | 2.   | 5 d'agost de 2016      | Florianópolis, Brasil          | Dura         | Nadiia Kichenok  | Tímea Babos Réka Luca Jani               | 6−3, 6−1            |
| Finalista  | 3.   | 13 de gener de 2018    | Hobart, Austràlia              | Dura         | Makoto Ninomiya  | Elise Mertens Demi Schuurs               | 2−6, 2−6            |
| Finalista  | 4.   | 5 d'agost de 2018      | San José, Estats Units         | Dura         | Nadiia Kichenok  | Latisha Chan Květa Peschke               | 4−6, 1−6            |
| Guanyadora | 3.   | 4 de novembre de 2018  | WTA Elite Trophy, Zhuhai, Xina | Dura         | Nadiia Kichenok  | Shuko Aoyama Lidziya Marozava            | 6−4, 3−6, [10−7]    |
| Guanyadora | 4.   | 27 d'octubre de 2019   | WTA Elite Trophy, Zhuhai (2)   | Dura         | Andreja Klepač   | Duan Yingying Yang Zhaoxuan              | 6−3, 6−3            |
| Guanyadora | 5.   | 13 de juny de 2021     | Nottingham, Regne Unit         | Gespa        | Makoto Ninomiya  | Caroline Dolehide Storm Sanders          | 6−4, 6−7(3), [10−8] |
| Finalista  | 5.   | 28 d'agost de 2021     | Chicago, Estats Units          | Dura         | Makoto Ninomiya  | Nadiia Kichenok Raluca Olaru             | 6−7(6), 7−5, [8−10] |
| Finalista  | 6.   | 24 d'octubre de 2021   | Tenerife, Espanya              | Dura         | Marta Kostyuk    | Ulrikke Eikeri Ellen Perez               | 3−6, 3−6            |
| Finalista  | 7.   | 19 de febrer de 2022   | Dubai, Emirats Àrabs Units     | Dura         | Jeļena Ostapenko | Veronika Kudermétova Elise Mertens       | 1−6, 3−6            |
| Guanyadora | 6.   | 19 de juny de 2022     | Birmingham, Regne Unit         | Gespa        | Jeļena Ostapenko | Elise Mertens Zhang Shuai                | Renúncia            |
| Finalista  | 8.   | 25 de juny de 2022     | Eastbourne, Regne Unit         | Gespa        | Jeļena Ostapenko | Aleksandra Krunić Magda Linette          | Renúncia            |
| Guanyadora | 7.   | 21 d'agost de 2022     | Cincinnati, Estats Units       | Gespa        | Jeļena Ostapenko | Nicole Melichar-Martinez Ellen Perez     | 6−7(5), 3−6         |
| Guanyadora | 8.   | 2 d'octubre de 2022    | Tallinn, Estònia               | Dura (i)     | Nadiia Kichenok  | Nicole Melichar-Martinez Laura Siegemund | 7−5, 4−6, [10−7]    |
| Finalista  | 9.   | 18 de febrer de 2023   | Doha, Qatar                    | Dura         | Jeļena Ostapenko | Coco Gauff Jessica Pegula                | 4−6, 6−2, [7−10]    |
| Guanyadora | 9.   | 7 de gener de 2024     | Brisbane, Austràlia            | Dura         | Jeļena Ostapenko | Greet Minnen Heather Watson              | 7−5, 6−2            |
| Finalista  | 10.  | 26 de gener de 2024    | Open d'Austràlia, Austràlia    | Dura         | Jeļena Ostapenko | Hsieh Su-wei Elise Mertens               | 1−6, 5−7            |
| Finalista  | 11.  | 7 d'abril de 2024      | Charleston, Estats Units       | Terra batuda | Nadiia Kichenok  | Ashlyn Krueger Sloane Stephens           | 6−1, 3−6, [7−10]    |
| Guanyadora | 10.  | 30 de juny de 2024     | Eastbourne                     | Gespa        | Jeļena Ostapenko | Gabriela Dabrowski Erin Routliffe        | 5−7, 7−6(2), [10−8] |
| Guanyadora | 11.  | 6 de setembre de 2024  | US Open, Estats Units          | Dura         | Jeļena Ostapenko | Kristina Mladenovic Zhang Shuai          | 6−4, 6−3            |
| Finalista  | 12.  | 2 de febrer de 2025    | Linz, Àustria                  | Dura (i)     | Nadiia Kichenok  | Tímea Babos Luisa Stefani                | 6−3, 5−7, [4−10]    |
| Finalista  | 13.  | 28 de juny de 2025     | Bad Homburg, Alemanya          | Gespa        | Ellen Perez      | Guo Hanyu Alexandra Panova               | 6−4, 6−7(4), [5−10] |

### Dobles mixts: 1 (1−0)
| Resultat   | Núm. | Data                 | Torneig               | Superfície | Parella    | Oponents               | Marcador         |
| ---------- | ---- | -------------------- | --------------------- | ---------- | ---------- | ---------------------- | ---------------- |
| Guanyadora | 1.   | 16 de juliol de 2023 | Wimbledon, Regne Unit | Gespa      | Mate Pavić | Xu Yifan Joran Vliegen | 6−4, 6−7(9), 6−3 |

## Trajectòria

### Dobles femenins
| Torneig | 2014 | 2015 | 2016 | 2017        | 2018        | 2019        | 2020        | 2021 | 2022 | 2023 | 2024 | Títols | V − D   |
| --- | ---- | ---- | ---- | ----------- | ----------- | ----------- | ----------- | ---- | ---- | ---- | ---- | ------ | ------- |
| Open d'Austràlia | A    | 1R   | 2R   | 1R          | 1R          | A           | 1R          | 3R   | 2R   | 1R   | F    | 0 / 9  | 9 – 9   |
| Roland Garros | A    | 2R   | 2R   | 1R          | 1R          | QF          | 1R          | 1R   | SF   | 2R   |      | 0 / 9  | 9 – 9   |
| Wimbledon | 2R   | 3R   | 1R   | 3R          | 1R          | 2R          | NC          | A    | SF   | 1R   |      | 0 / 8  | 9 – 8   |
| US Open | A    | 2R   | 2R   | 3R          | 3R          | QF          | 1R          | 1R   | 3R   | 2R   |      | 0 / 10 | 13 – 10 |
| Jocs Olímpics | NC   | NC   | 1R   | No celebrat | No celebrat | No celebrat | No celebrat | QF   | NC   | NC   |      | 0 / 2  | 3 – 2   |
| WTA Finals | A    | A    | A    | A           | A           | A           | NC          | A    | SF   | A    |      | 0 / 1  | 1 – 3   |
| WTA Elite Trophy | A    | RR   | A    | A           | G           | G           | NC          | NC   | NC   | RR   |      | 2 / 4  | 7 – 3   |
| Rànquing a final d'any | 74   | 53   | 68   | 53          | 35          | 41          | 46          | 38   | 9    |      |      |        |         |
| Llegenda: G: Guanyadora; F: Finalista; SF: Semifinalista; QF: Quarts de final; Q: Qualificació; A: Absent; RR: Round Robin |      |      |      |             |             |             |             |      |      |      |      |        |         |

### Dobles mixts
| Torneig | 2017 | 2018 | 2019 | 2020 | 2021 | 2022 | 2023 | 2024 | Títols | V − D  |
| --- | ---- | ---- | ---- | ---- | ---- | ---- | ---- | ---- | ------ | ------ |
| Open d'Austràlia | A    | A    | A    | 1R   | A    | 2R   | 1R   | 1R   | 0 / 4  | 1 – 4  |
| Roland Garros | A    | A    | 2R   | NC   | A    | 2R   | 2R   |      | 0 / 3  | 3 – 3  |
| Wimbledon | QF   | 2R   | A    | NC   | 3R   | 1R   | G    |      | 1 / 5  | 10 – 4 |
| US Open | A    | 1R   | A    | NC   | A    | 1R   | 1R   |      | 0 / 3  | 0 – 3  |
| Llegenda: G: Guanyador; F: Finalista; SF: Semifinalista; QF: Quarts de final; Q: Qualificació; A: Absent; RR: Round Robin; |      |      |      |      |      |      |      |      |        |        |